# Triglyphe

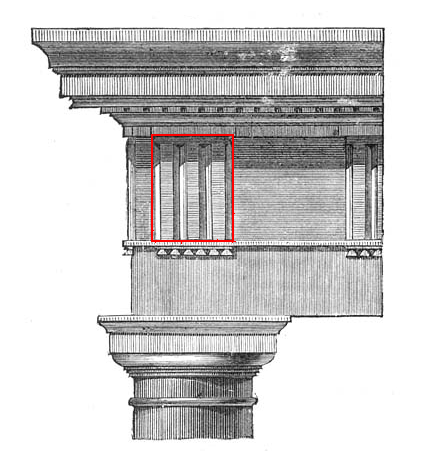
Triglyphe (rot umrahmt) über einer Dorischen Säule

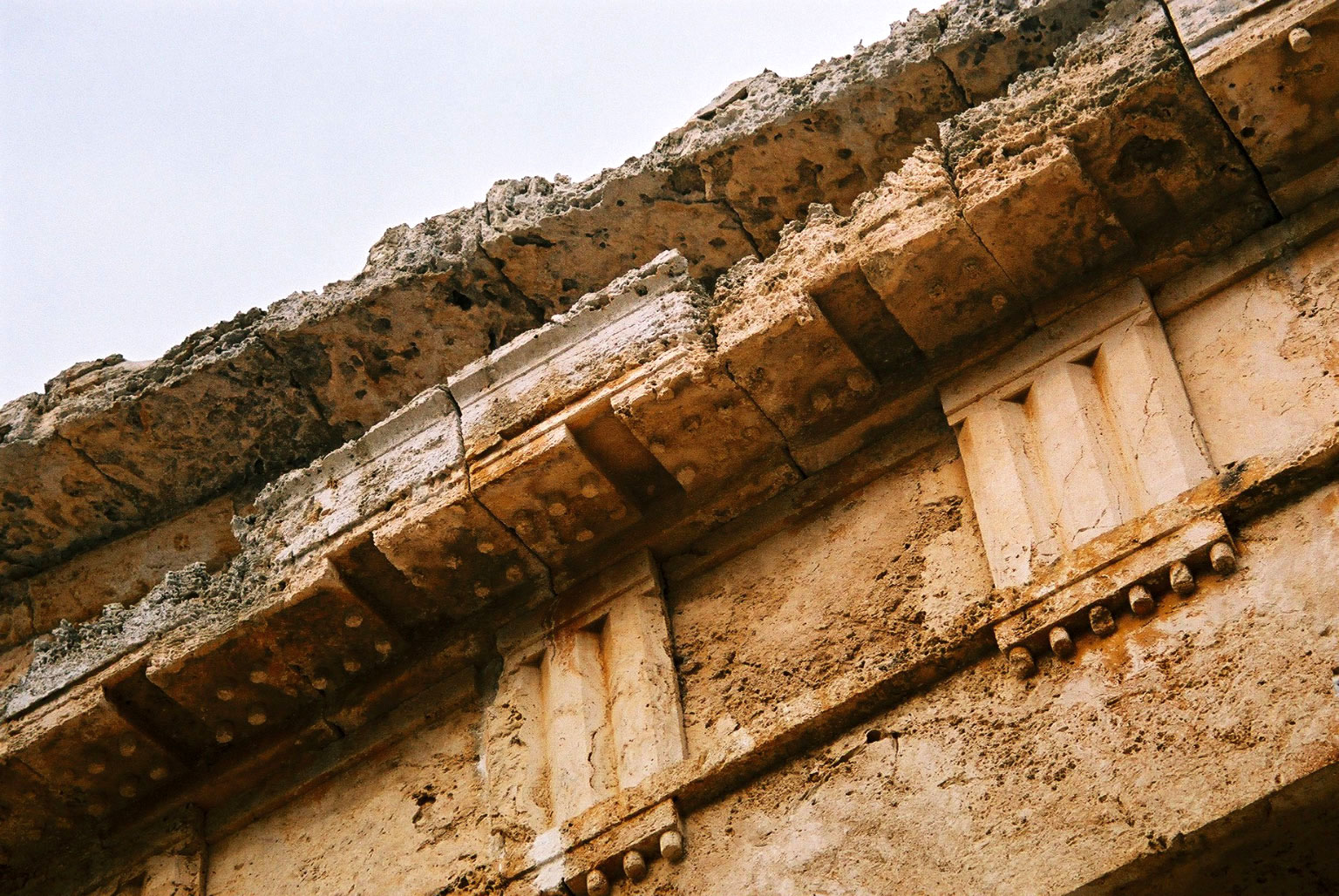
Dorischer Fries mit Triglyphen am Tempel von Segesta

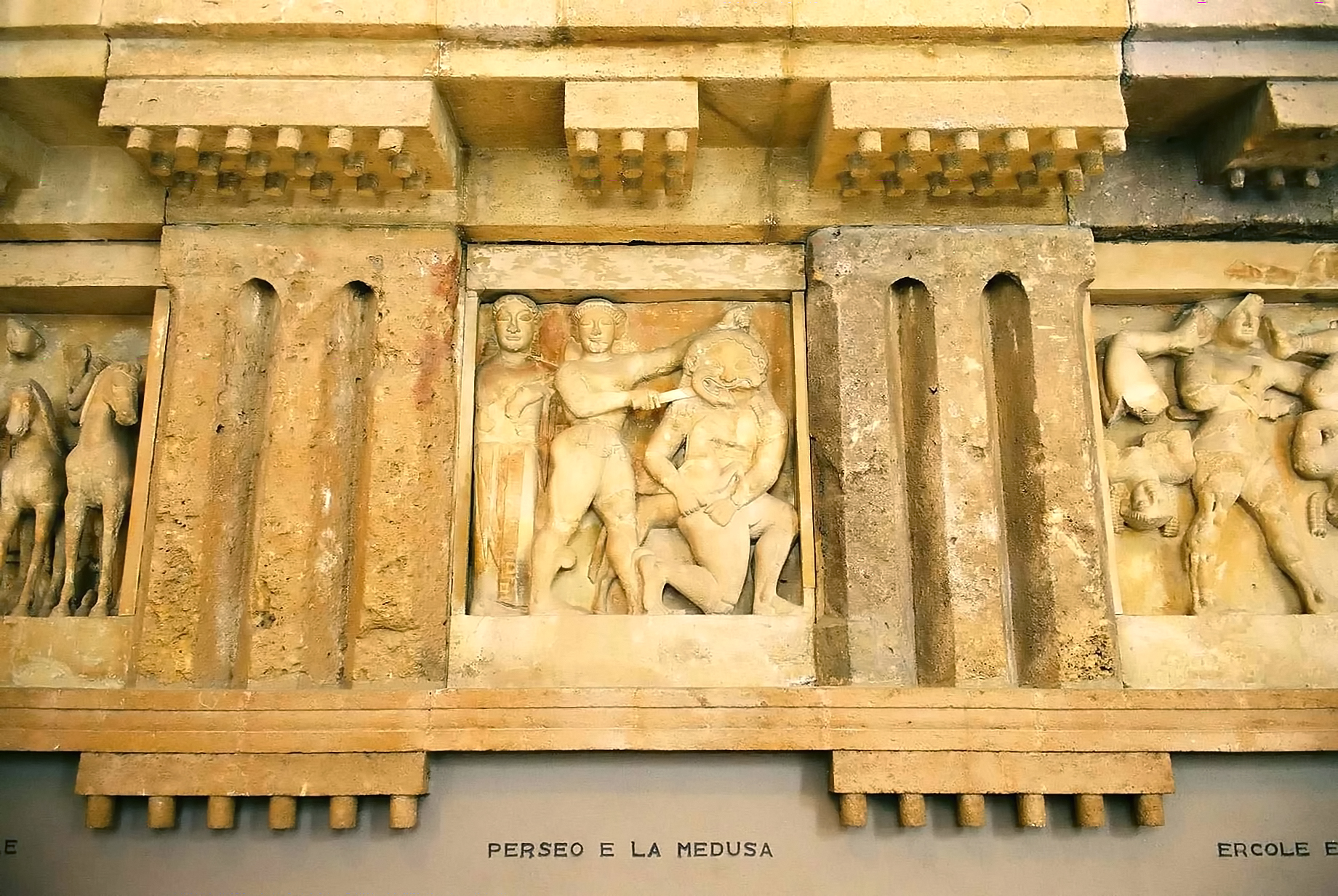
Triglyphen und Metopen vom Tempel C in Selinunt

Die Triglyphe (auch der Triglyph) ist in der historischen Architektur eine senkrechte Platte am Fries der dorischen Ordnung mit zwei vollen inneren und zwei halben äußeren Rillen (ohne diese auch Diglyphe genannt) zwischen den Metopen. Triglyphen und Metopen bilden zusammen den Triglyphenfries.

## Begriffsherkunft
Der Begriff Triglyphe kommt von altgriechisch τρίγλυφος ‚Drei Rillen/Kerben‘. Daher hieß die Zierform früher eingedeutscht auch Dreischlitz.

## Geschichte und Beschreibung
In der Wissenschaft wurde früher allgemein die Ansicht vertreten, die Triglyphe leite sich von einer geschnitzten Verzierung oder einer speziellen Holzverbindung der quer laufenden Architrave, die die Säulen überspannen, mit den längs laufenden Pfetten des Dachstuhls im ursprünglich hölzernen Gebälk griechischer Tempel ab. Mittlerweile wird auch die Vermutung geäußert, dass der Triglyphenfries rein ornamentalen Charakter besessen habe und nicht aus der Holzkonstruktion archaischer Tempel abzuleiten sei. Dass der konstruktive Zusammenhang bereits im Späthellenismus nicht mehr unterstellt oder verstanden wurde, zeigen Beispiele von Triglyphen, die als vortretende Reliefs mit Dreifüßen, Opferschalen oder Ähnlichem anstelle der Schlitze gearbeitet wurden, etwa an den Kleinen Propyläen von Eleusis oder an einem Werkstück auf Samos.
Mit dem Aufkommen der steinernen Tempelarchitektur ergab sich ein Problem in den Proportionsregeln der dorischen Ordnung, das man dorischer Eckkonflikt nennt. Die Triglyphe spielt hierbei eine entscheidende Rolle. Da die gleichmäßige Rhythmisierung der Gestaltungselemente verlangte, dass eine Triglyphe immer über der Säulenachse der korrespondierenden Säule angebracht werden musste, ergab sich an der Ecktriglyphe ein Konflikt. Denn die Triglyphen des Steinbaues sind wesentlich schmaler als der ebenfalls mittig über der Säulenachse liegende Architrav tief ist. Um mit der Architravkante an der Ecke 'bündig' abzuschließen, musste die Triglyphe aus der Säulenachse zur Gebäudeecke hinausgeschoben werden, was den gleichmäßigen Gesamteindruck störte. Dieser Konflikt musste im Übrigen schon in den späten Holzbauten aufgetreten sein, da er sich auch am Heraion in Olympia nachweisen lässt. Dessen Holzsäulen wurden erst nach und nach durch Steinsäulen ersetzt, sein hölzernes Gebälk wies aber bereits den Eckkonflikt auf.
Der Triglyphenfries ist als Ornament auch im Klassizismus und im Historismus zu finden. Seine Vorläufer könnten im Bereich der vorderasiatischen Architektur zu suchen sein. In den Ruinen von Khirbet Qeiyafa wurden zwei tragbare Tempelmodelle gefunden, die mit Triglyphen verziert sind. Eines ist 20 Zentimeter, das andere 35 Zentimeter hoch. Sie werden als Modelle des biblischen Jerusalemer Tempels aus der Zeit Davids um 1000 v. Chr. interpretiert.

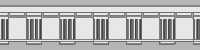
Triglyphenfries
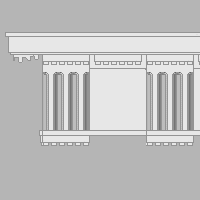
Triglyphenfries Detail
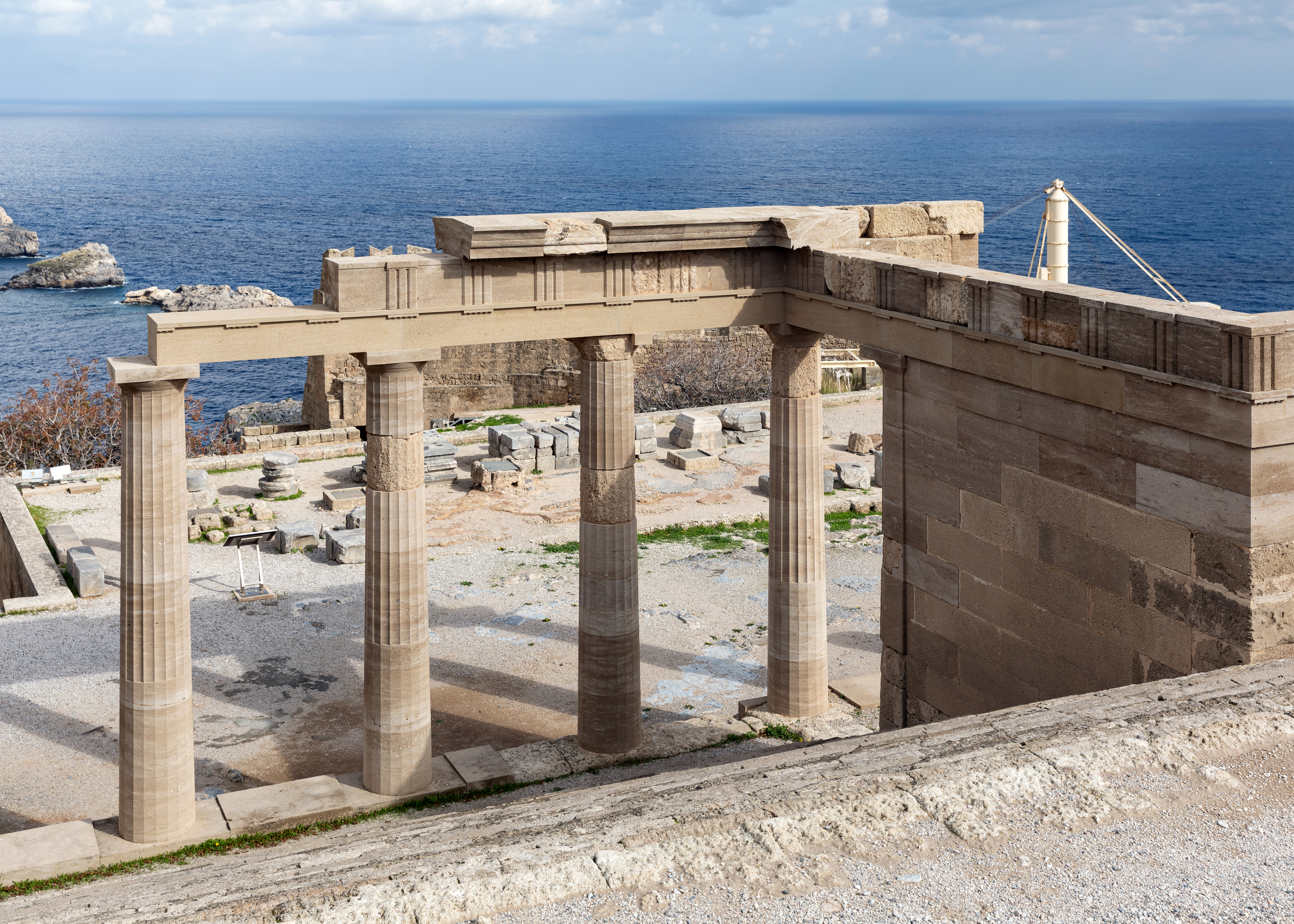
Triglyphen der Stoa auf der Akropolis von Lindos
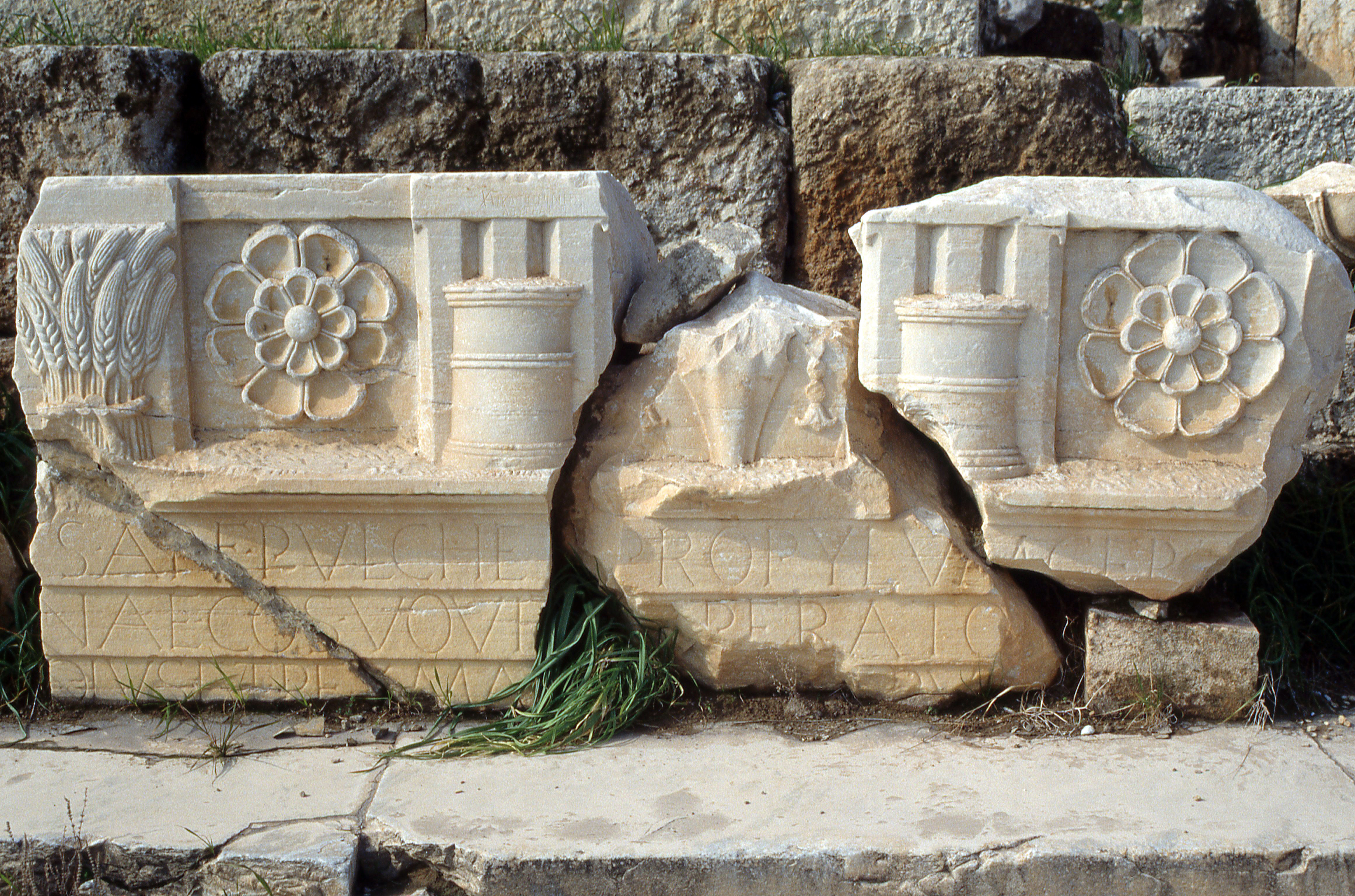
Triglyphon der Kleinen Propyläen von Eleusis

## Weitere Verwendungen
Abseits der klassischen Verwendung in einem Gebälk hat sich die Tripgylphe innerhalb der Architekturgeschichte seit dem Historismus als Ziermotiv auch vereinzelt, um damit in ganz andere Verwendungen zu finden, beispielsweise zur Verzierung einer Konsole.

Beispiele für Konsolen mit Zier-Triglyphen
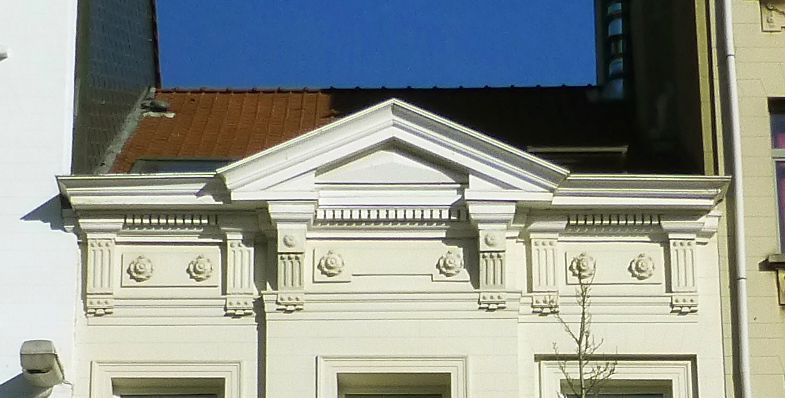
Zierkonsolen mit Tripglyphen als Träger eines Kranzgesimses (Brüssel)
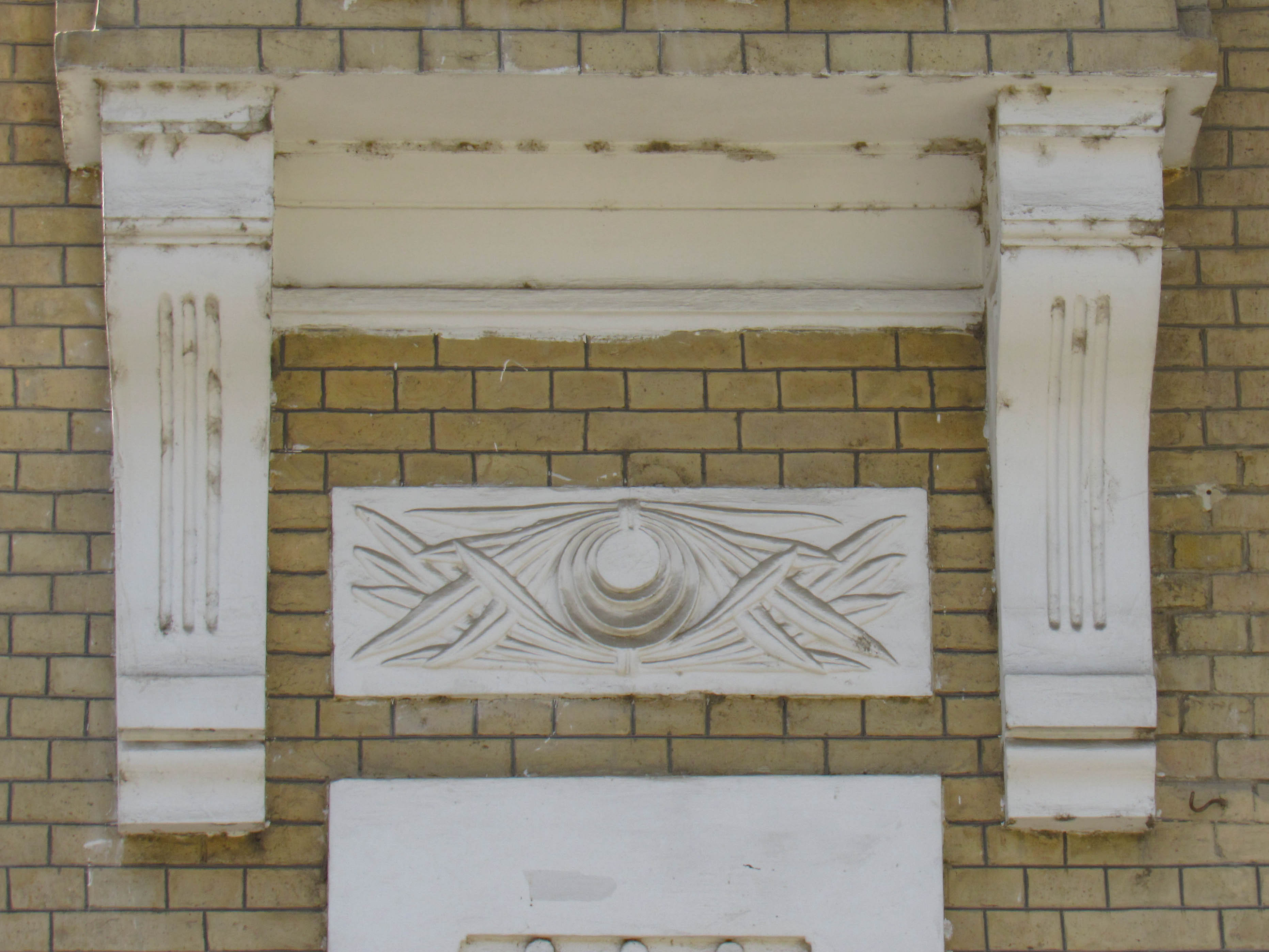
Zierkonsolen mit stilisierten Triglyphenkerben (Usbekistan)
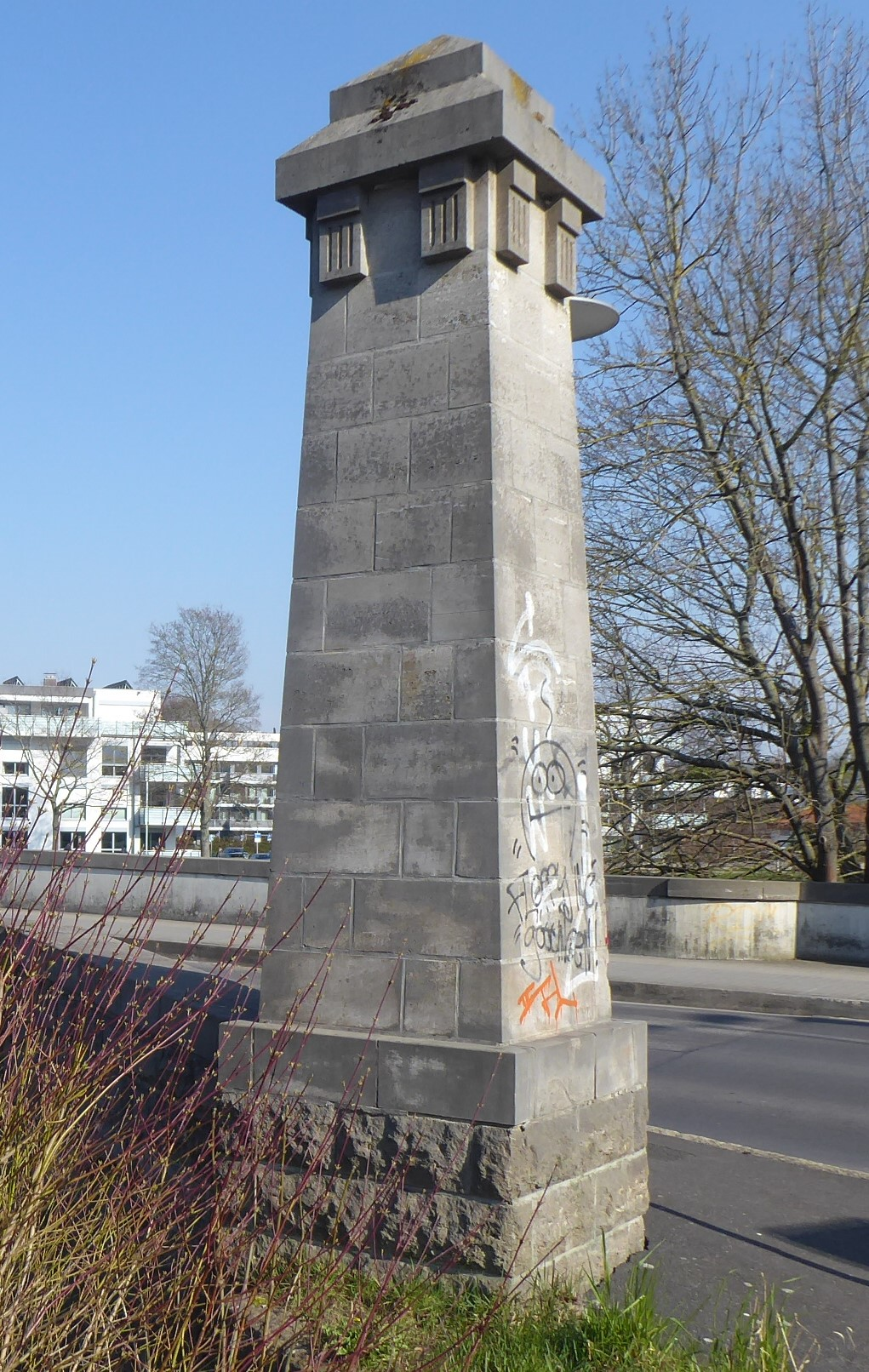
Triglyphe als Konsole für einen Pfeiler-Deckstein (Göttingen)
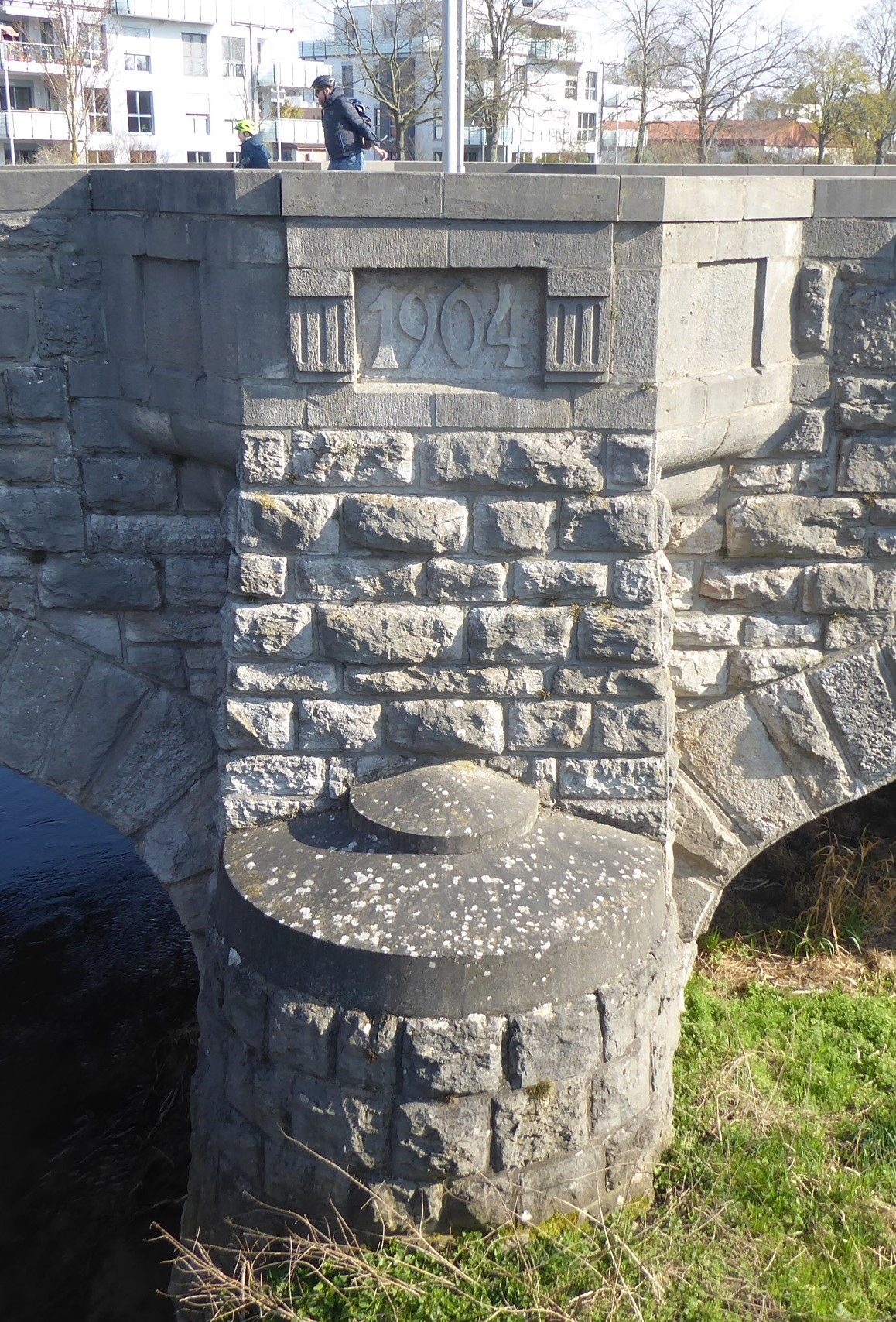
Triglyphe als Konsole eines Gesimsvorsprungs (Göttingen)